# Piezocera aenea
Piezocera aenea är en skalbaggsart som först beskrevs av Bates 1867.  Piezocera aenea ingår i släktet Piezocera och familjen långhorningar. Inga underarter finns listade i Catalogue of Life.